# Shigeo Shingo
Shigeo Shingo (新郷 重夫, Shingō Shigeo?, 8 de enero de 1909, Saga, Japón -14 de noviembre de 1990, Tokio) fue un ingeniero mecánico japonés que se distinguió por ser uno de los líderes en prácticas de manufactura en el Sistema de control Producción de Toyota. Se le acredita haber creado y formalizado el Programa "Cero Defectos", que resalta mucho la aplicación de los Poka Yoke, un sistema que impide cometer fallos durante el montaje.
Durante la década de los 40 Shingo estudió y aplicó el Control Estadístico de la Calidad. En 1961, luego de una visita en Yamada Electric, Shingo comenzó a introducir instrumentos mecánicos sencillos en los procesos de ensamblaje, con el objetivo de prevenir que las partes sean ensambladas erróneamente, entre otras que daban señales de alerta cuando un operario olvidaba una de las partes.
En 1977, luego de una visita a la planta de la división de máquinas de lavar de Matsushita en Shizuoka, se consiguió un mes entero sin defectos en una línea de ensamblaje con 23 operarios. Así, Shingo llegó a la conclusión de que el Control Estadístico de la Calidad no era necesario para conseguir cero defectos, sino que bastaba la aplicación de Poka Yoke e inspección en la fuente, siendo esto la base del Cero Control de Calidad.

## Biografía
Estudió en la Escuela Técnica Superior de Ingenieros, en Saga, donde descubrió el trabajo de Frederick W. Taylor, fundador del movimiento conocido como "Organización Científica del Trabajo".
En 1930, se graduó de Ingeniero Mecánico, en el Colegio Técnico Yamanashi, y comienza a trabajar en Taipei Railway Factory. Ahí, observa las operaciones los trabajadores y siente la obligación de mejorarlas, y se instruye en la organización del flujo de operaciones en las plantas de Japan National Railways, así como en el trabajo de Taylor, y decide hacer del estudio y práctica de la dirección científica del trabajo de su vida.
En 1943 es trasladado a la planta de fabricación Amano, en Yokohama, bajo las órdenes del Ministerio de municiones. Como Jefe de la Sección de Producción, aplica el concepto de operaciones de flujo a la producción de los mecanismos de regulación de la profundidad de los torpedos, e incrementa la productividad en un 100%.
Durante el análisis de procesos de la fábrica Hitachi, un miembro del equipo investigador le preguntó cómo tratar los tiempos cuando los artículos se retrasaban mientras esperaban la disponibilidad de grúas. Es entonces cuando se da cuenta de que los procesos y las operaciones, que se consideraban como entidades distintas, siendo que forman una misma red llamada red de procesos y operaciones.
En 1955 se le encarga a Shingo la dirección de una serie de tecnología de producción. Hacia el año 1982, este curso se había repetido en 87 ocasiones, con aproximadamente 2,000 participantes.
En 1970 se le reconoce con la Medalla Yellow Ribbon por sus contribuciones del flujo de operaciones en la industria de construcción naval. Un año después participa en un viaje de observación de la industria europea de maquinaria, seguido de varios otros viajes hacia Estados Unidos y el resto de Europa con el mismo fin.
En 1978 visita en Estados Unidos la compañía Federal-Mogul para dar capacitaciones sobre el SMED (Single Minute Exchange of Die, o Cambio de Dado en Un Minuto). La Japan Management Association tiene un gran éxito vendiendo láminas sobre el “cero defectos”.
Muere el 14 de noviembre de 1990, a sus 81 años.

## Aportaciones
Durante la década de los 40´s, Shingo estudió y aplicó el Control Estadístico de la Calidad. En 1961, comenzó a introducir instrumentos mecánicos sencillos en los procesos de ensamblaje, con el objetivo de prevenir que las partes sean ensambladas erróneamente, señales de alerta cuando un operario olvidaba una de las partes (Poka Yoke).
El SMED nació en 1950 cuando dirigía un estudio de mejora de eficacia para Toyo Kogyo (Mazda). Esta pretendía eliminar los grandes cuellos de botella provocadas por las prensas de moldeado de carrocerías. Todo lo que se hizo fue establecer un procedimiento de preparación externa: verificar que los pernos necesarios estaban listos para la siguiente preparación. Esto elevó la eficacia de las prensas alrededor del 50% y el cuello de botella desapareció. Posteriormente desarrollo el sistema y lo aplicó al sistema de Producción de Toyota, el cual se convirtió en el método más efectivo para la producción JIT.
En 1967 introdujo inspección en la fuente y haciendo más sofisticados los Poka Yoke, reduciendo la utilidad del control estadístico de la calidad, ya que no se daban errores.
En 1977, después de una visita a una planta de Matsushita, se consiguió un mes entero sin defectos en una línea de ensamblaje. Shingo llegó, definitivamente, a la conclusión de que el Control Estadístico de la Calidad no era necesario para conseguir cero defectos, sino que bastaba la aplicación de Poka Yoke e Inspección en la Fuente, siendo esto la base del Cero Control de Calidad.
Dijo que el éxito japonés se debía a la lealtad de los empleados y a las buenas relaciones entre personal y la
dirección, basadas en el empleo de por vida.

## Aplicación de sus teorías
La idea básica es frenar el proceso de producción cuando ocurre algún defecto, definir la causa y prevenir que el defecto vuelva a ocurrir. Este es uno de los principios del JIT. No son necesarias las muestras estadísticas. Se van detectando los errores antes de que se conviertan en defectos y corrigiéndolos para que no se repitan. Como error podemos entender lo que hace mal el trabajador y que después hace que un producto salga defectuoso. Por lo que es imprescindible que la inspección sea en la fuente utilizando mediciones con Poka-yoke. Esta combinación hace posible el establecimiento del ZQC. Shingo fue ingeniero en Toyota, donde creó y formalizó el (ZQC). La habilidad para encontrar los defectos es esencial, como dice Shingo "la causa de los defectos recae en los errores de los trabajadores, y los defectos son los resultados de continuar con dichos errores". Aportó también el método SMED que tiene por principal objetivo reducir al mínimo la cantidad de tiempo necesario para preparar las máquinas y herramientas en el cambio de producto a fabricar.
- Datos: Q504330